# Witków (gromada w powiecie świdnickim)
Witków – dawna gromada, czyli najmniejsza jednostka podziału terytorialnego Polskiej Rzeczypospolitej Ludowej w latach 1954–1972.
Gromady, z gromadzkimi radami narodowymi (GRN) jako organami władzy najniższego stopnia na wsi, funkcjonowały od reformy reorganizującej administrację wiejską przeprowadzonej jesienią 1954 do momentu ich zniesienia z dniem 1 stycznia 1973, tym samym wypierając organizację gminną w latach 1954–1972.
Gromadę Witków z siedzibą GRN w Witkowie utworzono – jako jedną z 8759 gromad na obszarze Polski – w powiecie świdnickim w woj. wrocławskim, na mocy uchwały nr 28/54 WRN we Wrocławiu z dnia 2 października 1954. W skład jednostki weszły obszary dotychczasowych gromad: Witków, Jaworów i Nowy Jaworów ze zniesionej gminy Jaworzyna Śląska oraz Milikowice ze zniesionej gminy Słotwina w tymże powiecie. Dla gromady ustalono 13 członków gromadzkiej rady narodowej.
31 grudnia 1961 gromadę zniesiono, a jej obszar włączono do nowo utworzonej gromady Jaworzyna Śląska (wsie Witków, Jaworów i Nowy Jaworów) i do znoszonej gromady Witoszów Dolny (wieś Milikowice) w tymże powiecie.